# Ксантип од Картагине
Ксантип од Картагине (грч. Ξάνθιππος) је био грчки вођа најамника, који је био у служби Картагине током Првога пунскога рата. Уочио је предности и мане картагинске војске и на основу тога је извео успешну реорганизацију војске, обучио их новом борбеном поретку, па су под његовим вођством победили у бици код Баграде 255. п. н. е. и уништили су римски експедициони корпус у северној Африци. Заробио је римскога конзула Марка Атилија Регула.

## Вођа најамника
Ксантип је пореклом био Спартанац. Ступио је у службу Картагине 255. п. н. е., када се Картагина налазила у веома тешком положају. Након победе римске флоте у бици код Екнома римска војска под командом Марка Атилија Регула искрцала се у северној Африци. Римска војска је победила у бици код Адиса, у којој су Картагињани изгубили већину пешадије. Тежак пораз изазвао је метеж у Картагини, а и сама Картагина се нашла под опсадом, па је била спремна на преговоре и уступке. Марко Атилије је превише тражио на преговорима, па се рат наставио. Тада су Картагињани унајмили велики број хеленских најамника, међу којима је био Лакедемоњанин Ксантип. Војна личност Ксантипова била је заснована на спартанској дисциплини и знатном војном искуству. По доласку у Картагину, узроке картагинског пораза уочио је у оквиру њиховог војног устројства и заповедничког кадра, те се уверен у могућност преуређења посветио том послу.

## Ксантипова реорганизација картагињанске војске
Најпре је темељито изучио њихов дотадашњи начин ратовања и средства којима располажу. Ксантип је дошао до закључка да су Картагињани дотада губили битке због неспособних генерала. Схватио је да нису довољно користили своју предност у коњици и слоновима. Пошто су картагинске војсковође чуле његово мишљење, процене и закључке о узроцима ранијих пораза одлучили су да му повере врховно заповедништво над војском. Ксантип је кренуо да реорганизује војску Картагине. Ксантип је имао на располагању 12.000 пешака, 4.000 коњаника и близу 100 слонова. За своју војску одабрао је нови борбени поредак и почео је да их обучава маневрисању у том поретку. Војска је била охрабрена променом и спремна за сукоб са Римљанима.

## Битка код Туниса
Римљани су били изненађени да су се Картагињани одлучили на бој и да су изашли на отворено поље. Ксантип је испред своје војске развио слонове у једној линији, а иза њих је распоредио фалангу градске милиције. Најамничку пешадију распоредио је на десној страни, а елитну коњицу поставио је на крила. Римљани су испред легија распоредили велите, а на крилима коњицу. Одмах на почетку битке бројчано надмоћнија картагињанска коњица растерала је римску коњицу. Напад слонова је блокирао римску пешадију. Слонови су газили прве редове римских легија, али главнина војске била је поштеђена од слонова због велике дубине римских редова. Међутим картагињанска коњица их је опколила са свих страна и нападала. Битку код Туниса преживело је само 2.000 римских војника, који су након победе над најамницима изашли из битке. Остали су или погинули или заробљени. Око 500 њих је заробљено заједно са Марком Атилијем Регулом.

## Непознат крај
Према Полибију Ксантип се брзо након окончања своје мисије и великога успеха вратио кући. Полибије помиње да постоји и друга прича, али тај део није очуван код Полибија. Према Диодору са Сицилије Ксантип је отишао на Сицилију, где је требало да помогне да се дигне опсада Лилибаја. Успео је да охрабри војску и да победи Римљане, али незахвални и љубоморни Картагињани дали су му бушан брод, који му се потопио на Јадранском мору док се враћао кући. Диодорова верзија приче не изгледа вероватна. Постоји извештај да је Птолемеј III Еуергет 245. п. н. е. именовао Ксантипа за намесника једне од новоосвојених египатских провинција.